# Discestra lodbjergensis
Discestra lodbjergensis là một loài bướm đêm trong họ Noctuidae.